# Megachile obscurior
Megachile obscurior är en biart som beskrevs av Jörgensen 1912. Megachile obscurior ingår i släktet tapetserarbin, och familjen buksamlarbin. Inga underarter finns listade i Catalogue of Life.